# 고등과학원

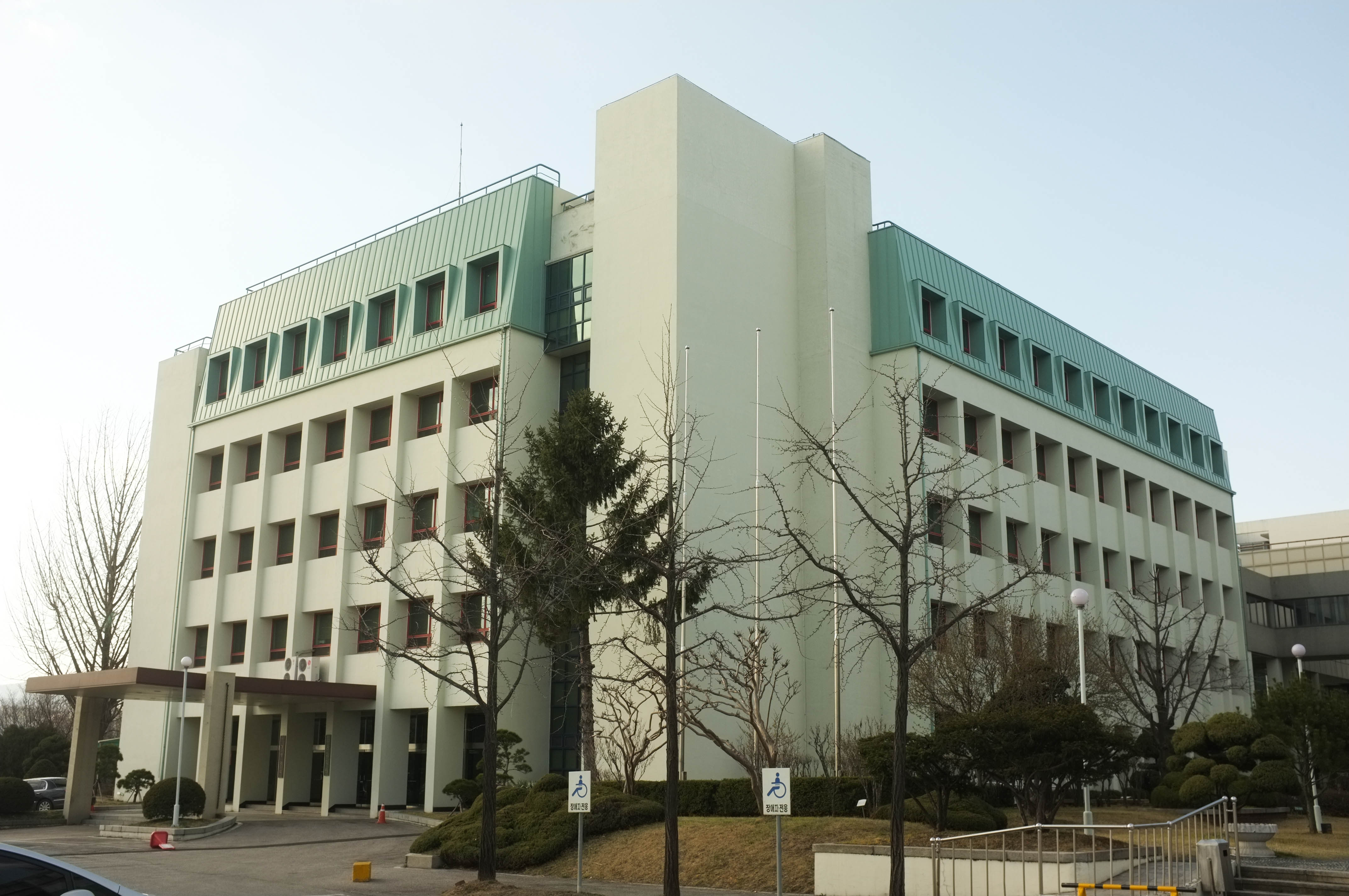
고등과학원

고등과학원(高等科學院, Korea Institute for Advanced Study, KIAS)은 한국의 기초과학을 세계적인 수준으로 끌어올리고자 1996년 10월에 설립된 과학기술정보통신부 산하 정부출연연구기관이다. 한국과학기술원(KAIST) 부설이며, 서울특별시 동대문구 청량리동에 있는 구홍릉 근처의 서울 캠퍼스에 있다. 미국 프린스턴에 있는 프린스턴 고등연구소를 모델로 하여, 연구원들이 잡무에 시달리지 않고 연구에 전념할 수 있는 연구환경을 제공하여 국내 기초과학 기술의 발전을 선도할 미래형 과학기술 인력을 효율적으로 양성함을 그 임무로 하고 있다. 설립에 큰 역할을 한 이는 전 과학기술처 장관 정근모이다. 또한, 학생들을 대상으로 여름 방학 캠프도 실시하고 있다.

## 구성
현재 물리학부, 수학부, 계산과학부의 세 학부로 이루어져 있다.

### 수학부
대수학, 정수론, 기하학, 위상수학, 대역해석학, 거울대칭, 편미분 방정식 등 순수수학 및 응용수학 분야를 다룬다.
비가환대수, 군론, 제한된 번사이드 문제를 해결하여 1994년 필즈상을 수상한 예핌 젤마노프(Ефим Исаакович Зельманов) 석학교수, 호지 추측으로 여러 조합문제를 해결하여 2022년 한국계 수학자 중 최초로 필즈상을 수상한 허준이(June Huh) 석학교수, 페르마의 마지막 정리에서 유래된 대수기하학의 400여 년 난제를 풀어낸 김민형 석학교수가 재직중이다.

### 물리학부
이론물리 분야의 연구를 수행한다. 초끈이론과 장이론, 입자물리, 통계물리, 응집물질물리, 천체물리와 우주론 등의 분야를 다룬다.
2016년도 노벨물리학상 수상자인 마이클 코스털리츠(Michael Kosterlitz) 석학교수, 우주론 권위자이자 2015년 막스 플랑크 메달 수상자인 뱌체슬라프 무하노프 (Вячесла́в Фёдорович Муха́нов) 석학교수가 재직했었다.

### 계산과학부
이론계산물리학, 이론계산재료과학, 조합론, 생물정보학, 이론계산생물물리학, 양자정보과학 등의 분야를 다룬다.

## 실적
2006년에 한국인으로서는 최초로 황준묵을 포함한 3명의 고등과학원 교수가 세계수학자대회(ICM)에 초청받아 강연을 했으며, 2014년에는 황준묵 교수가 한국인 최초로 기조강연을 했다. 역대 세계수학자대회에 초청받아 강연한 한국인 수학자의 대부분은 전현직 고등과학원 교수들이다. 2007년 열린 국제통계물리학회에서는 한국인 교수로는 유일하게 박형규 교수가 초청을 받았다.
2006년부터 3년간 발표된 논문의 IF를 비교해보면 수학부는 0.69로 미국 예일 대학교의 0.65보다 높으며, 물리학부는 4.36으로 영국 케임브리지 대학교의 3.62보다 높다.
2008년 11월 11일부터 11월 15일까지는 동아시아 대수기하학 학회를 개최했다. "동아시아 대수기하학 석학 서울에 집결"
2016년 마이클 코스털리츠 석학교수가 노벨물리학상을 수상했으며 2022년 7월 5일, 허준이 석학교수가 필즈상을 수상하였다. 이로써 필즈상 수상자가 2명이나 있는 연구소가 되었다. 이 외에도 대한민국최고과학기술인상 2회, 호암상 5회, 한국과학상 5회, 젊은과학자상 4회 등 다수의 학술상을 수상하였다. 참고로 젊은과학자상을 수상한 오성진 교수는 27세 최연소 수상자 타이틀을 가지고 있다.

## 법인화 요구
대한민국 국회 교육과학기술위원회 한나라당 소속 박영아 의원은 2009년 1월 15일, "우리나라를 과학 기술 강국으로 만들기 위해선 순수기초과학을 전문적으로 연구하는 기관을 체계적으로 육성해야 한다"면서 이를 위해 현재 KAIST 부설기관인 고등과학원을 독립시켜야 한다고 주장했다. 그러나 주무 부처였던 대한민국 교육과학기술부와 상위 기관인 KAIST는 독립 법인화에 반대했고, 결국 실현되지 않았다.

## 역대 원장
- 원장직무 대리: 명효철(수학) 1996. 10. 개원
- 초대 및 2대: 김정욱(물리학) 1997. 12. 취임
- 3대: 김만원(물리학) 2004. 7. 취임
- 4대: 명효철(수학) 2007. 7. 취임
- 5대: 김두철(영어) (계산과학) 2010. 7. 취임
- 6대: 금종해(수학) 2013. 8. 취임
- 7대: 이용희(물리) 2016. 11. 취임
- 8대: 최재경(수학) 2020.1. 취임
- 9대: 노태원 2024.6. 취임[4]

## 같이 보기
- 기초과학연구원
- 국가수리과학연구소